# Evan Carstens
Evan Carstens (2 november 1990) is een Zuid-Afrikaans baanwielrenner. 

## Carrière
In 2017 won behaalde Carstens zes medailles tijdens de derde Afrikaanse kampioenschappen baanwielrennen. Samen met Bernard Esterhuizen en Clint Hendricks won hij de teamsprint. Eerder dat jaar was hij zesde geworden op het nationale kampioenschap op de weg.

## Palmares
| Jaar | Z-AK                                                      | AK                                                                         | WK | Overig             |
| ---- | --------------------------------------------------------- | -------------------------------------------------------------------------- | -- | ------------------ |
| 2011 | Ploegkoers, Teamsprint, Ploegenachtervolging              |                                                                            |    |                    |
| 2012 | Omnium, Puntenkoers                                       |                                                                            |    |                    |
| 2013 | Omnium, Puntenkoers, Scratch                              |                                                                            |    |                    |
| 2014 |                                                           |                                                                            |    |                    |
| 2015 |                                                           |                                                                            |    |                    |
| 2016 |                                                           |                                                                            |    | Durban: Teamsprint |
| 2017 | Ploegenachtervolging, Teamsprint, Afvalkoers, Puntenkoers | Teamsprint, Omnium, Ploegenachtervolging, Ploegkoers, Puntenkoers, Scratch |    |                    |